# Truyện đời dang dở
Truyện đời dang dở (tiếng Nga: Неоконченная повесть) là một xuất phẩm điện ảnh do Fridrikh Ermler đạo diễn, công chiếu lần đầu năm 1955 tại Leningrad.

## Nội dung
Anh thợ thuyền bậc cao Yury Yershov gặp một tai nạn khiến chân bất động, đành nằm liệt giường. Song anh vẫn sống tích cực, cố gắng cải thiện thể trạng. Sáng nào anh cũng ngóng cô y tá Yelizaveta Muromtseva - một góa phụ - đến săn sóc để cùng truyện trò. Giữa họ dần nảy sinh một tình cảm yêu đương và tiếp thêm động lực cho Yury hồi phục.

## Kĩ thuật
Phim có sử dụng một số nhạc phẩm Pyotr Ilyich Tchaikovsky.

### Sản xuất
- Thiết kế: Isaak Kaplan, Berta Manevich
- Âm thanh: Aleksandr Bekker

### Diễn xuất
- Elina Bystritskaya... Yelizaveta Muromtseva[1][2]
- Sergey Bondarchuk... Yury Yershov
- Sofia Giatsintova... Anna Yershova - Mẹ Yury
- Yevgeny Samoylov... Aleksandr Aganin
- Yevgeni Lebedev... Fyodor Ivanovich
- Aleksandr Larikov... Ông Spirin
- German Khovanov... Vasily Spirin
- Yury Tolubeyev... Nikolay Sladkov
- Erast Garin... Koloskov
- Antonina Bogdanova... Dì Polya
- Vladimir Voronov... Ponomaryov
- Boris Leskin... Bệnh nhân[3]